# پریمتر اوییشن
پریمتر اوییشن (به انگلیسی: Perimeter Aviation) یک شرکت هواپیمایی با کد یاتا YP است که در تاریخ ۱۹۶۰ میلادی تأسیس شده‌است. دفتر مرکزی پریمتر اوییشن در فرودگاه بین‌المللی وینیپگ جیمز آرمسترانگ ریچاردسون واقع شده‌است و قطب این شرکت هواپیمایی در فرودگاه بین‌المللی وینیپگ جیمز آرمسترانگ ریچاردسون قرار دارد و به ۲۳ مقصد، پرواز انجام می‌دهد.